# Verity Rushworth
Verity Charlotte Rushworth (Bradford, Inglaterra; 15 de agosto de 1985) es una actriz inglesa, más conocida por haber interpretado a Donna Windsor-Dingle en la serie Emmerdale Farm.

## Biografía
Salió con el jugador de rugby Lee Smith, pero la relación terminó en 2007. El 9 de marzo de 2013, se casó con Dominic Michael Shaw.

## Carrera
En 1998 se unió al elenco de la exitosa serie británica Emmerdale Farm, donde interpretó a Donna Windsor-Dingle hasta el 30 de enero de 2009. Regresó a la serie el 19 de marzo de 2014 y su última aparición en la serie fue el 9 de septiembre de 2014.

## Filmografía

### Series de televisión
| Año               | Título         | Personaje            | Notas                    |
| ----------------- | -------------- | -------------------- | ------------------------ |
| 1998 - 2009, 2014 | Emmerdale Farm | Donna Windsor-Dingle | 402 episodios            |
| 1997              | Heartbeat      | Lucy Keen            | episodio "Friendly Fire" |

### Apariciones
| Año  | Programa                 | Notas                                                    |
| ---- | ------------------------ | -------------------------------------------------------- |
| 2007 | Soapstar Superstar       | 3 episodios - concursante                                |
| 2006 | All Star Family Fortunes | concursante - episodio "Coronation Street vs. Emmerdale" |
| 2006 | The Weakest Link         | concursante - episodio "Soap Stars Special 2"            |

### Teatro
| Año  | Obra                     | Personaje       | Teatro                      | Notas                                                                               |
| ---- | ------------------------ | --------------- | --------------------------- | ----------------------------------------------------------------------------------- |
| 2014 | And Then There Were None | Vera Claythorne | Wolverhampton Grand Theatre | junto a Paul Nicholas, Colin Buchanan, Susan Penhaligon y Frazer Hines              |
| 2013 | Chicago                  | Velma Kelly     | -                           | junto a Gemma Sutton                                                                |
| 2013 | Carnaby Street           | Penny Lane      | Hackney Empire              | junto a Aaron Sidwell, Matthew Wycliffe, Tricia Adele-Turner y Hugo Harold-Harrison |
| 2012 | The Seven Year Itch      | Joven           | Salisbury Playhouse         | junto a Gyuri Sarossy                                                               |
| 2011 | The Sound of Music       | Maria Von Trapp | Leeds Grand Theatre         | junto a Jason Donovan                                                               |
| 2009 | Hairspray                | Penny Pingleton | Shaftesbury Theatre         | -                                                                                   |
| -    | Departure Lounge         | -               | -                           | -                                                                                   |
| -    | Merrily We Roll Along    | -               | -                           | -                                                                                   |
| -    | Annie                    | -               | -                           | -                                                                                   |

## Premios y nominaciones
| Año  | Categoría                | Premios                   | Serie          | Resultado |
| ---- | ------------------------ | ------------------------- | -------------- | --------- |
| 2015 | Serial Drama Performance | National Television Award | Emmerdale Farm | Nominada  |